# Nowomichailowski (Krasnodar, Tuapsinski)
Nowomichailowski (russisch Новомиха́йловский) ist eine Siedlung städtischen Typs in der Region Krasnodar (Russland) mit 10.213 Einwohnern (Stand 14. Oktober 2010).

## Geographie

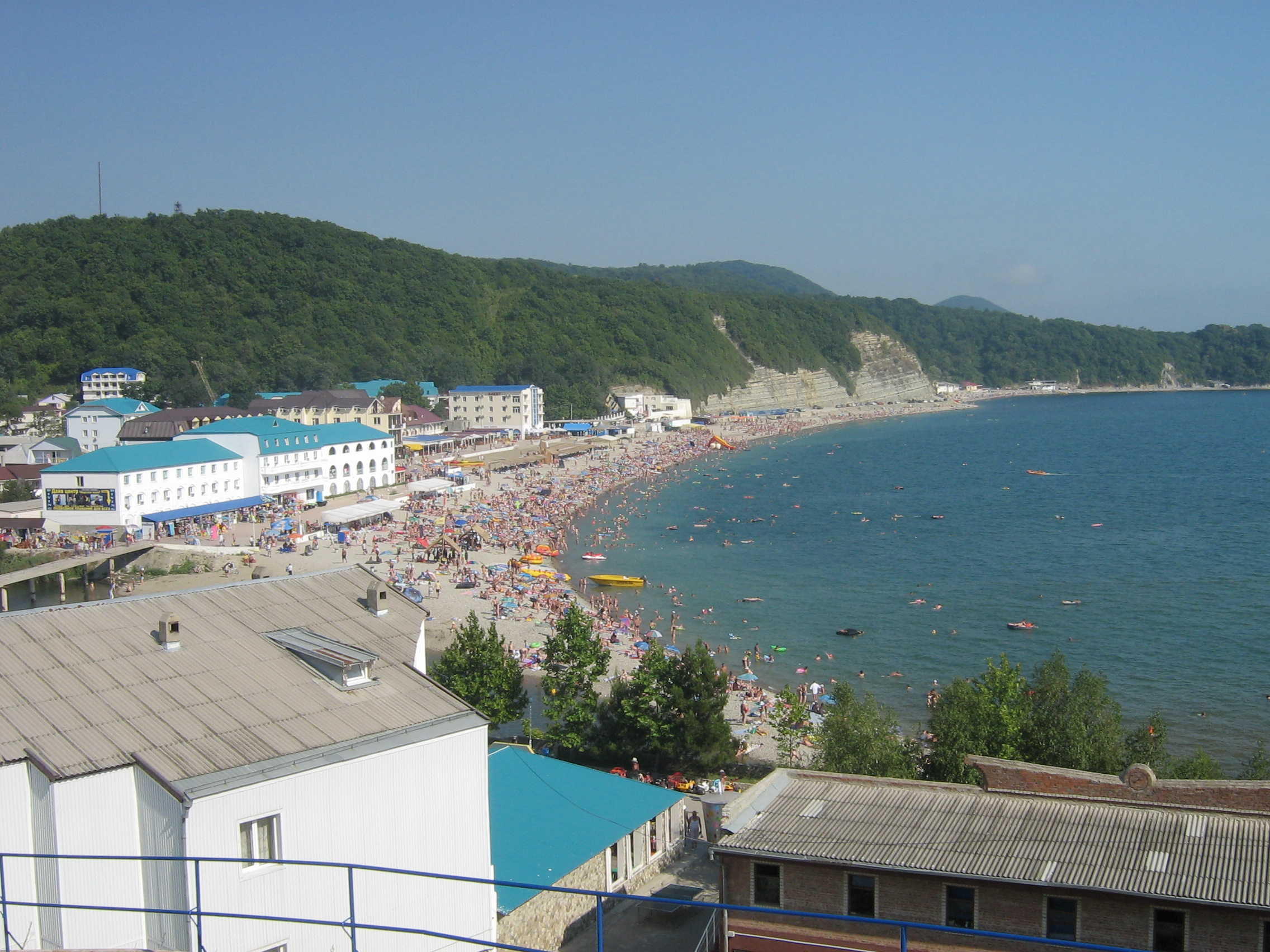
Schwarzmeerstrand in Nowomichailowski

Die Siedlung liegt etwa 90 km Luftlinie südlich des Regionsverwaltungszentrums Krasnodar am Fluss Netschepsucho und dessen Nebenfluss Psebe, unweit der Mündung in das Schwarze Meer.
Nowomichailowski gehört zum Rajon Tuapsinski und befindet sich 25 km nordwestlich von dessen Verwaltungszentrum Tuapse. Die Siedlung ist Verwaltungssitz einer gleichnamigen Stadtgemeinde (gorodskoje posselenije), zu der weiterhin die drei Dörfer (selo) Olginka (6 km südöstlich des Ortszentrums), Pljacho  (3 km nordwestlich) und Podchrebtowoje (16 km nordöstlich) sowie der Aul Psebe (9 km ostnordöstlich) gehören. Des Weiteren gehört zur Stadtgemeinde ein mehr als zehn Kilometer langer Küstenabschnitt mit einer Reihe touristischer Einrichtungen, teils mit zugehörigen Siedlungen, die offiziellen Ortsstatus besitzen: Siedlungen beim Sportlager Elektron (possjolok Sportlagerja „Elektron“), beim Erholungsheim Kuban (possjolok Doma Otdycha „Kuban“), bei den Sanatorien Agrija und Tschernomorje (possjolok Sanatorija „Tschernomorje“, possjolok Sanatorija „Agrija“), bei der Pension Olginka (possjolok Pansionata „Olginka“), bei der Erholungsbasis Lastotschka (possjolok Basy Otdycha „Lastotschka“) und bei der Touristenbasis Primorskaja (possjolok Turbasy „Primorskaja“).

## Geschichte
Auf dem Territorium der heutigen Siedlung, unweit der Mündung des Netschepsucho ins Schwarze Meer, befand sich vom 1. bis spätestens in das 15. Jahrhundert eine griechische Kolonie, bei der es sich nach einer Hypothese um Nikopsia (auch Nikopsis) gehandelt haben soll (eine andere Hypothese verortet Nikopsia im heute abchasischen Achali Atoni/Nowy Afon).
1864 entstand während des Kaukasuskrieges an Stelle eines früheren schapsugischen Auls, dessen Bewohner umgesiedelt wurden, die Staniza Nowomichailowskaja. Mit der Auflösung des dort stationierten Kosakenbataillons 1870 wurde die Staniza in eine gewöhnliche Siedlung umgewandelt, die zumeist Nowomichailowka genannt wurde, was bis heute inoffiziell immer noch in Gebrauch ist.
Anfänge des Badetourismus gab es gegen Ende des 19. Jahrhunderts, zu einem bedeutenden Aufschwung kam es in den 1930er-Jahren und dann nach dem Zweiten Weltkrieg. Am 13. Juli 1966 erhielt der Ort als „Kurortsiedlung“ den Status einer Siedlung städtischen Typs unter dem heutigen Namen.

### Bevölkerungsentwicklung
| Jahr | Einwohner |
| ---- | --------- |
| 1970 | 5.910     |
| 1979 | 8.478     |
| 1989 | 10.410    |
| 2002 | 10.238    |
| 2010 | 10.213    |

Anmerkung: Volkszählungsdaten

## Wirtschaft und Infrastruktur
Nowomichailowskis Wirtschaft basiert auf seiner Eigenschaft als Bade- und Erholungsort am Schwarzen Meer.
Die Siedlung liegt an der Fernstraße M27, die bei der 16 km nordwestlich liegenden Siedlung Dschubga von der M4 Moskau – Rostow am Don – Krasnodar – Noworossijsk abzweigt und entlang der Küste über Tuapse (dort befindet sich die nächstgelegene Bahnstation) und Sotschi zur georgischen (abchasischen) Grenze führt.